# Énergies pour l'Italie
Énergies pour l'Italie (italien : Energie per l'Italia, EpI) est un parti politique libéral italien lancé en novembre 2016,, et officiellement créé le 1er avril 2017. Son président Stefano Parisi est l'ancien directeur général de Confindustria et l'ancien PDG de Fastweb. Il s'est présenté aux élections municipales milanaises de 2016, sans succès.

## Histoire du parti
Dans la perspective des élections municipales de 2016, Stefano Parisi a obtenu l'investiture grâce à Silvio Berlusconi sous l'étiquette de Forza Italia (FI) pour la mairie de Milan. Lors de l'élection et malgré un score à la hausse avec 20,2 % des voix, Parisi s'est incliné face au candidat du Parti Démocrate Giuseppe Sala au second tour. Après avoir demandé à Parisi de l'aider à réformer le parti, Berlusconi se distance de lui, en raison de ses divergences politiques avec la Ligue du Nord (LN), allié historique de la droite,. Parisi a donc lancé son propre parti et a finalement conclu un accord électoral avec la droite dont la Ligue du Nord dans le cadre de la grande coalition de centre-droit.
En mars 2017, Maurizio Sacconi, sénateur et ancien ministre, qui avait été membre du Parti socialiste italien (comme Parisi), Forza Italia (FI) et le Nouveau Centre Droit (NCD), rejoignent le parti Énergies pour l'Italie. En 2015, il avait refusé de rejoindre l'Alternative populaire à l'époque allié du Nouveau Centre-Droit,,.
Le parti a été rejoint par un autre sénateur (Gabriele Albertini) et cinq députés (Domenico Menorello, Giovanni Monchiero, Dino Secco, Gugliemo Vaccaro et Gianluigi Gigli),. La plupart sont des anciens de Forza Italia, du Nouveau Centre-Droit/de l'Alternative populaire et du parti Choix civique pour l'Italie (SC). 
En 2017, ses élus rejoignent le groupe parlementaire Civici e Innovatori-Energie per l'Italia.
Le 13 janvier 2018, le parti constitue la liste « Énergies pour l'Italie – pour le centre-droit », liste alliée avec celle de Silvio Berlusconi et de son parti Forza Italia.

## Leadership
- Secrétaire : Stefano Parisi (2017)